# Obertennersreuth
Obertennersreuth ist ein Gemeindeteil der Marktes Stammbach im Landkreis Hof (Oberfranken, Bayern). Obertennersreuth liegt in der Gemarkung Fleisnitz.

## Geografie
Die Einöde liegt am linken Rand des Ölschnitztals. Ein Anliegerweg führt 250 Meter südlich zu einer Gemeindeverbindungsstraße, die nordöstlich nach Höflein bzw. westlich nach Tennersreuth verläuft.

## Geschichte
Von 1797 bis 1810 unterstand Obertennersreuth dem Justiz- und Kammeramt Gefrees. Infolge des Ersten Gemeindeedikts wurde Obertennersreuth dem 1812 gebildeten Steuerdistrikt Streitau und der zugleich entstandenen Ruralgemeinde Fleisnitz zugewiesen. 1938 erfolgte die Eingemeindung nach Stammbach.

### Einwohnerentwicklung
| Jahr      | 1812  | 1871  | 1885  | 1900   | 1925   | 1950   | 1961   | 1970   | 1987  |
| Einwohner | *     | 3     | 11    | 7      | 6      | 8      | 4      | 6      | 4     |
| Häuser    | *     |       | 1     | 1      | 1      | 1      | 1      |        | 1     |
| Quelle    | [ 5 ] | [ 8 ] | [ 9 ] | [ 10 ] | [ 11 ] | [ 12 ] | [ 13 ] | [ 14 ] | [ 1 ] |

## Religion
Obertennersreuth ist evangelisch-lutherisch geprägt und bis heute nach St. Maria (Stammbach) gepfarrt.